# Сасбукаев, Адил
Адил Сасбукаев — советский хозяйственный, государственный и политический деятель. Происходит из племени  Сиргели Старшего жуза.

## Биография
Родился в 1922 году в селе Ленинское. Член КПСС с года. Происходит из рода батыр-жайдак племени сиргели.
Участник Великой Отечественной войны. С 1946 года — на хозяйственной, общественной и политической работе. В 1946—1985 гг. — следователь Прокуратуры Каратасского района, 1-й секретарь Каратасского районного комитета ЛКСМ Казахстана, помощник 1-го секретаря Южно-Казахстанского областного комитета КП(б) Казахстана, заведующий Отделом Чимкентского городского комитета КП Казахстана, 2-й секретарь Фрунзенского районного комитета КП Казахстана, 2-й секретарь Туркестанского районного комитета КП Казахстана, председатель Исполнительного комитета Туркестанского районного Совета, 1-й секретарь Сузакского районного комитета КП Казахстана, 2-й секретарь Чимкентского областного комитета КП Казахстана, 1-й секретарь Кзыл-Кумского районного комитета КП Казахстана, директор Задарьинского государственного племенного хозяйства, начальник Чимкентского областного управления сельского хозяйства.
Делегат XXIV съезда.
Умер в 05.05.2005 году.
Дети: Джупар, Канатбек, Манатбек
В Шымкенте есть улица Сасбукаева (бывшая Темирязева), в 2015 установлен памятник в Казыгуртском районе, в 2020 году установлен бюст в г. Шымкент.

## Награды
- Орден Ленина (1966)
- Орден «Знак Почёта» (1976) дважды
- Орден Трудового Красного Знамени (1981) дважды
- Орден Отечественной войны ІІ степени
- Орден Красной Звезды
- Орден Парасат (2003)
- Медаль «Астана» (1998)
- Заслуженный работник сельского хозяйства Казахской ССР (1980)
- Почётный гражданин Туркестанской области.
- Награждён государственными юбилейными медалями СССР и Республики Казахстан.
- Почетный гражданин города Шымкент.
- Почётный гражданин Казыгуртского района Туркестанской области.
- Почётный гражданин г. Туркестан Туркестанской области.
- Почётный гражданин Сузакского района Туркестанской области.
- Почётный гражданин Отырарского районаТуркестанской области.
- Почётный гржаданин Сарыагашского района Туркестанской области.
- Почётный гражданин Мактаральского района Туркестанской области.